# Bramsche
Bramsche est une ville de l'arrondissement d'Osnabrück, dans le Land de Basse-Saxe, Allemagne. La ville se situe à environ 20 km au nord d'Osnabrück.

## Histoire
| Appartenances historiques Principauté épiscopale d'Osnabrück 1225-1803 Électorat de Brunswick-Lunebourg 1803-1807 Royaume de Westphalie 1807-1811 Empire français (Ems-Supérieur) 1811-1814 Royaume de Hanovre 1814-1866 Royaume de Prusse (Province de Hanovre) 1866-1918 République de Weimar 1918-1933 Reich allemand 1933-1945 Allemagne occupée 1945-1949 Allemagne 1949-présent |

### Un site archéologique

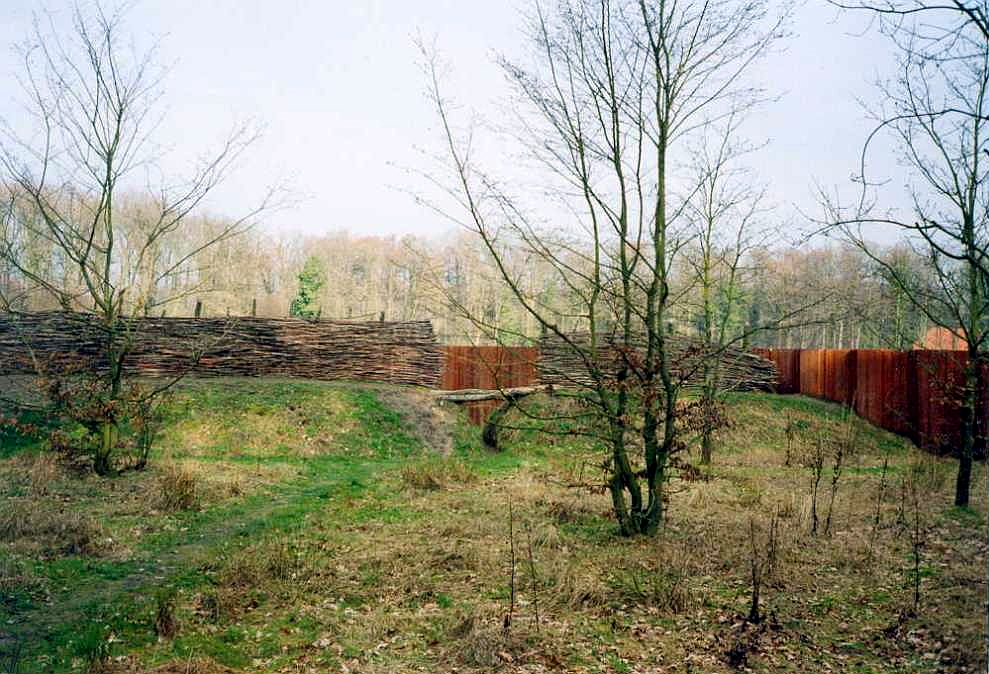
Reconstitution du site hypothétique de la bataille à Kalkriese

Depuis 1885, l'historien allemand Theodor Mommsen situe la bataille de Teutoburg à Kalkriese-Bramsche, le plateau calcaire à proximité de la ville. Ce site de fouille archéologique, situé à 16 km au nord d'Osnabrück, Land de Basse-Saxe, a révélé depuis le XVIIIe siècle des monnaies romaines datées de l'époque d'Auguste (collection Familie von Bar). À partir de 1987, l'archéologue amateur Tony Clunn utilise un détecteur de métaux et découvre d'autres monnaies et trois plombs de fronde attribués à des troupes auxiliaires romaines. Des fouilles systématiques ont exhumé plus de 6 000 objets parmi lesquels : en 1990 un masque de casque cérémonial d'officier romain de cavalerie et en 1992 un fourreau d'épée identifié en 2007 comme appartenant à la LPA - Legio Prima Augusta (Legio I Germanica). À une distance de 10 km du site des fouilles ont été découverts les restes d'une chaussée en bois (Pontes Longi) datée de 15 ap. JC par dendrochronologie.
Plusieurs éléments récents pourraient désigner Kalkriese comme site de la bataille de Pontes Longi, de préférence à celui de la bataille de Teutoburg : découverte des restes d'une chaussée en bois, participation attestée par Tacite de la Legio I Germanica commandée par Caecina à la bataille de Pontes Longi en 15 ap. JC, présence attestée par Tacite (Annales II, 20) d'auxiliaires frondeurs au sein de l'armée de Germanicus, et analyse fine de l'origine des monnaies par légion[réf. nécessaire].
L'économiste Siegfried Schoppe, de l'Université de Hambourg, et ses fils contestent radicalement le site de la localisation de la défaite de Varus à Kalkriese.

## Liste des banlieues
En 1971-1972, 12 proches municipalités indépendantes ont été incluses dans la ville, qui sont maintenant de nouvelles banlieues de la municipalité.
- Achmer
- Balkum
- Epe and Malgarten
- Engter
- Evinghausen
- Hesepe
- Kalkriese - site de la bataille de la forêt de Teutoburg
- Lappenstuhl
- Pente
- Schleptrup
- Sögeln
- Ueffeln

## Jumelages
- Raanana (Israël)
- Todmorden (  Angleterre )
- Harfleur (France)
- Biskupiec (Pologne)

## Personnalités liées à la ville
- Marie Arning, (1887-1957), femme politique du SPD
- Marieluise Beck (1952-), femme politique, Bündnis 90/Die Grünen

- Justus Möser (1720–1794), juriste
- Walter Nowotny (1920–1944), pilote de chasse
- Gerhard Sperling (1908–1975), peintre